# Нікольське (Таруський район)
Нікольське (рос. Никольское) — присілок в Таруському районі Калузької області Російської Федерації.
Населення становить 7 осіб. Входить до складу муніципального утворення Село Петрищево.

## Історія
Від 2004 року входить до складу муніципального утворення Село Петрищево

## Населення
| 2002 | 2010 |
| ---- | ---- |
| 1    | ↗7   |